# Parchal
Parchal är en kommundel i Lagoa kommun i Farodistriktet i Algarveprovinsen i Portugal. Parchal är förort till Portimão.

### Fotnoter
1. ↑  ”Sverige - Kina i Parchal”. Damfotboll. 30 januari 2013. Arkiverad från originalet den 1 februari 2014. https://web.archive.org/web/20140201224909/http://www.damfotboll.com/nyheter/2013/01/sverige-kina-i-parchal. Läst 1 februari 2014.